# Advance-Rumely
Advance-Rumely war ein US-amerikanischer Hersteller von Landmaschinen mit Sitz in LaPorte, Indiana. Das Unternehmen wurde 1853 von den aus Deutschland eingewanderten Brüdern Meinrad und Jacob Rumely gegründet. Ursprünglich als Hufschmiede und Gießerei gestartet, entwickelte sich die Firma schnell zu einem bedeutenden Hersteller von Dreschmaschinen, Dampftraktoren und später Traktoren mit Verbrennungsmotor. Besonders bekannt wurde Advance-Rumely für den innovativen OilPull-Traktor, der mit Petroleum betrieben wurde. Nach mehreren Übernahmen und einer Erweiterung der Produktpalette wurde das Unternehmen 1931 von Allis-Chalmers übernommen, woraufhin die Produktion eingestellt wurde.

## Geschichte

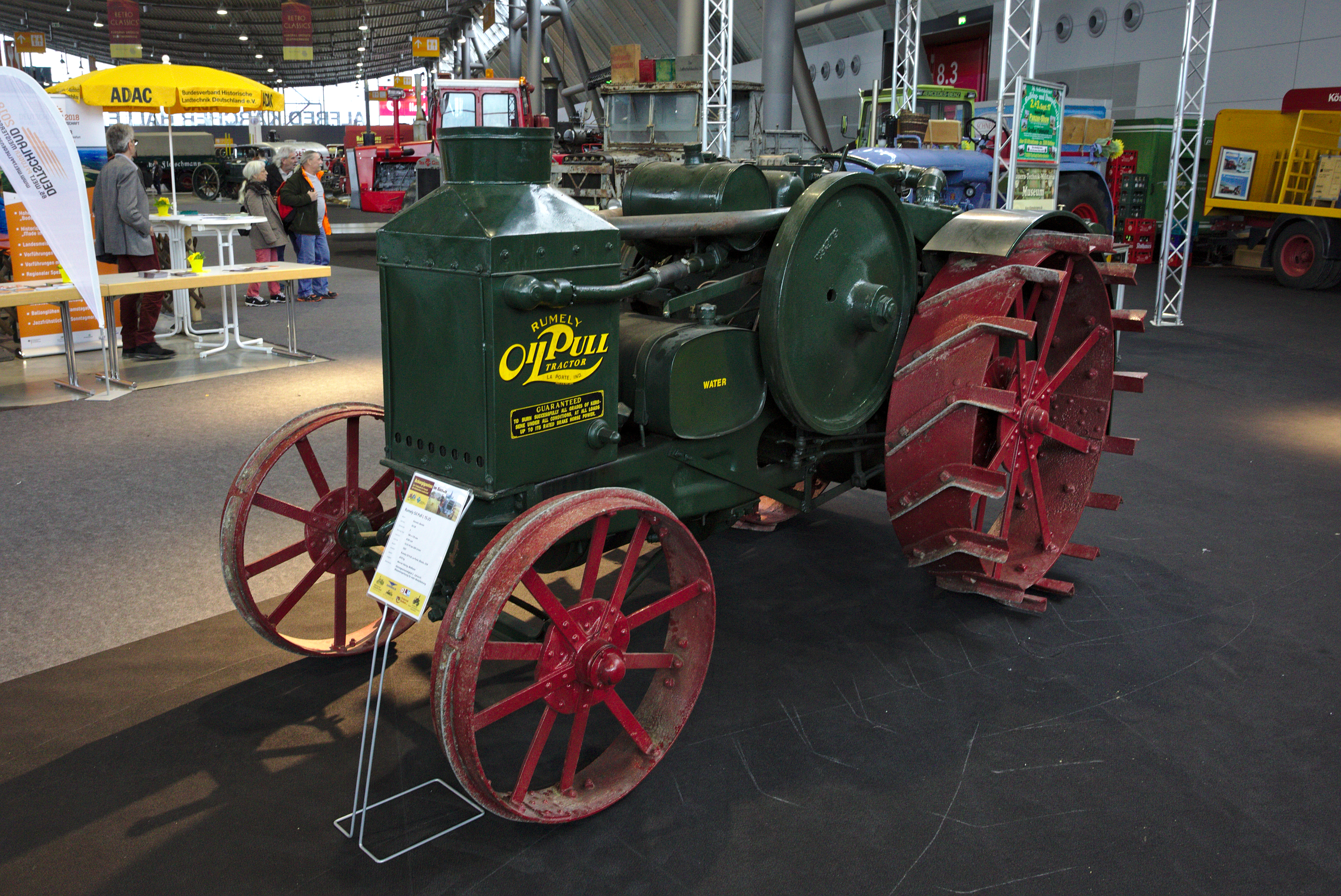
OilPull L 15-25

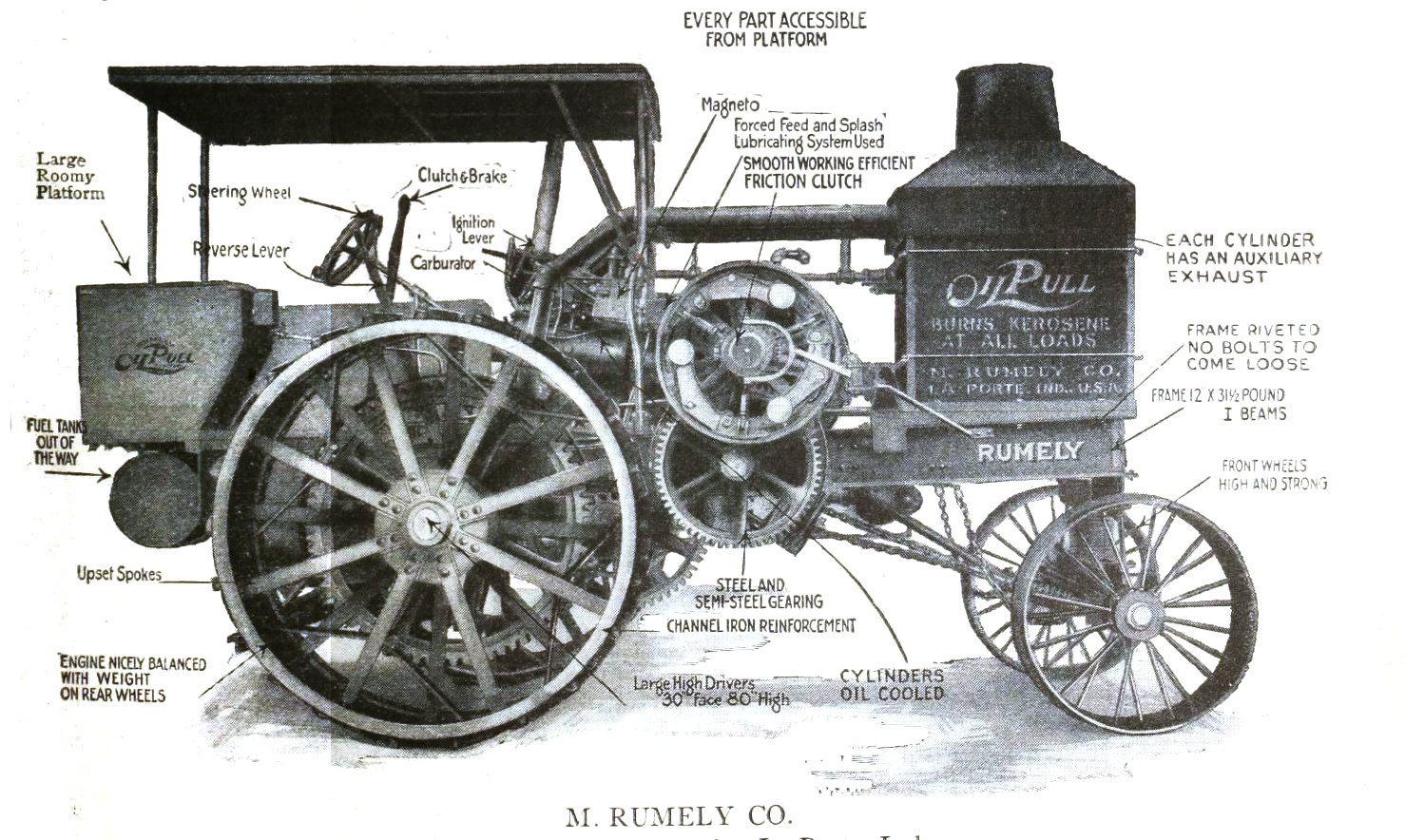
OilPull mit Funktionsbeschreibungen

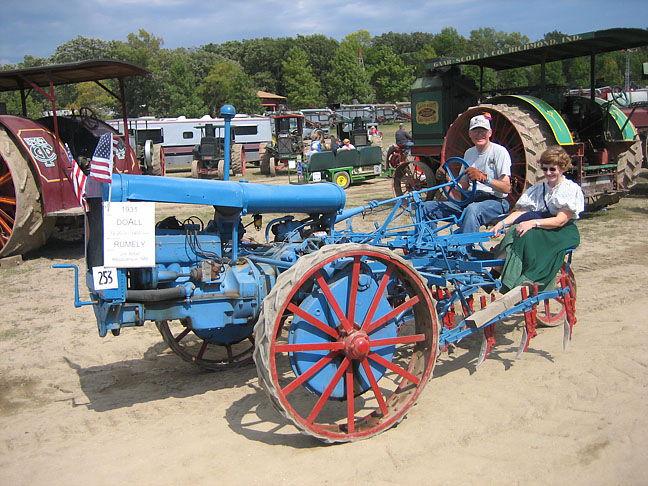
Mit dem nur drei Jahre gebauten Modell DoAll versuchte Advance-Rumely, im Markt für Kleintraktoren Fuß zu fassen.

Meinrad Rumely, geboren 1823 im Großherzogtum Baden, wanderte 1848 in die Vereinigten Staaten aus. Gemeinsam mit seinem Bruder Jacob gründete er eine Hufschmiede mit angeschlossener Gießerei, aus der 1853 die M & J Rumely Company hervorging. Zu den ersten Entwicklungen des Unternehmens gehörte ein Getreideabscheider, dem später Dreschmaschinen folgten.
1872 baute Rumely die erste mobile Dampfmaschine, was den Grundstein für den späteren wirtschaftlichen Aufschwung legte. Nachdem Jacob Rumely 1882 das Unternehmen verlassen hatte, wurde es in M. Rumely Company umbenannt. 1886 folgte die Produktion der ersten Dampfzugmaschine und bis 1896 hatte das Unternehmen sein Angebot um eine breite Palette von Dampftraktoren, tragbaren Dampfmaschinen und Getreideabscheidern erweitert.
Nach dem Tod von Meinrad Rumely im Jahr 1904 übernahmen seine Söhne Joseph und William die Leitung des Unternehmens. Später trat auch Edward Rumely, Sohn von Joseph, nach seinem Studium in die Firma ein. Edward brachte frische Impulse ein und sprach sich für die Entwicklung von Traktoren mit Verbrennungsmotoren aus. Er gewann den Entwickler John Secor aus New York für das Unternehmen, mit dessen Hilfe bis 1909 der OilPull-Traktor entwickelt wurde. Dieser innovative Traktor wurde mit Petroleum betrieben und verfügte über ein firmeneigenes Zündsystem mit einer Bosch-Magnetzündung. Ein markantes Merkmal war der Ölkühler über der Vorderachse.
In einer neu errichteten Fabrik begann die Produktion mit dem Modell B 25-45, gefolgt vom größeren E 30-60 sowie dem F 15-30, das mit einem Einzylinder-Motor ausgestattet war. Parallel dazu wurde auch die Produktion von Dampftraktoren fortgesetzt.
1911 kaufte das Unternehmen die Gaar-Scott Company und die Advance Thresher Company. Der Firmenname wurde allerdings erst 1915 in Advance-Rumely geändert. 1923 folgte die Übernahme des Konkurrenten Aultman-Taylor.
Gegen Ende der 1920er Jahre stieg die Nachfrage nach kleineren Traktoren, weshalb das Unternehmen 1927 die Rechte am Toro Motor Cultivator von Toro erwarb und diesen ab 1929 unter dem Namen DoAll vermarktete.
Trotz dieser Innovationen geriet Advance-Rumely zunehmend unter Druck, da der Markt für Traktoren immer umkämpfter wurde. Auch ein Exportversuch nach Russland scheiterte. 1931 wurde das Unternehmen schließlich von Allis-Chalmers übernommen, woraufhin die Produktion eingestellt wurde.